# Bodiam
Bodiam är en ort och civil parish i Storbritannien.   Den ligger i grevskapet East Sussex och riksdelen England, i den sydöstra delen av landet, 70 km sydost om huvudstaden London. Bodiam ligger 45 meter över havet och antalet invånare är 391.
Terrängen runt Bodiam är platt. Runt Bodiam är det ganska tätbefolkat, med 166 invånare per kvadratkilometer. Närmaste större samhälle är Hastings, 16,9 km söder om Bodiam. Trakten runt Bodiam består i huvudsak av gräsmarker.